# I Zwicky 18
Pour les articles homonymes, voir Zwicky et Markarian.
I Zwicky 18, également appelée Markarian 116, est une galaxie irrégulière située dans la constellation de la Grande Ourse à environ 59 millions d'années-lumière (18 Mpc) de la Voie lactée. Cette galaxie a rapidement attiré l'attention des astronomes dans la mesure où sa morphologie et sa composition chimique sont celles qu'on rencontre habituellement chez les galaxies les plus lointaines, et donc observées peu après leur formation. 
Les observations spectroscopiques depuis la Terre ont montré que cette galaxie est presque exclusivement constituée d'hydrogène et d'hélium, issus de la nucléosynthèse primordiale du Big Bang, c'est-à-dire que sa métallicité est très faible : elle n'a donc pas connu de nombreuses générations d'étoiles susceptibles de l'enrichir par nucléosynthèse stellaire en éléments lourds tels que le fer. Deux régions particulièrement brillantes sont riches en jeunes étoiles bleues dont le spectre est quasiment dépourvu des raies spectrales des éléments plus lourds que l'hydrogène et l'hélium, ce qui évoque les hypothétiques étoiles de population III des premiers âges de l'Univers. La raison pour laquelle cette galaxie connaît actuellement un sursaut de formation stellaire, alors qu'elle n'en a manifestement pas connu beaucoup depuis des milliards d'années, demeure en revanche une énigme.
Les volutes bleues qui entourent les régions actives de cette structure sont des filaments de gaz issus d'une génération précédente de jeunes étoiles chaudes, expulsés du cœur de la galaxie par leur vent stellaire et leurs explosions en supernovae. Ces gaz sont désormais chauffés par le rayonnement ultraviolet intense d'une nouvelle génération d'étoiles chaudes et brillantes.  
I Zwicky 18 a fait l'objet d'études poussées à l'aide de la plupart des instruments d'observation disponibles, qu'il s'agisse du télescope spatial Spitzer dans le domaine infrarouge, du télescope spatial Hubble dans le domaine de la lumière visible, du télescope spatial FUSE dans l'ultraviolet et du télescope spatial Chandra dans le domaine des rayons X. Sa distance plus grande qu'estimée initialement rend cependant difficile l'observation des étoiles plus âgées, moins lumineuses : bien que ces dernières soient à la limite de sa résolution et de sa sensibilité, l'instrument Hubble en a tout de même détecté quelques-unes, ce qui indique que cette galaxie n'est pas aussi jeune qu'on l'avait pensé initialement et qu'elle a dû se former en même temps que ses voisines, il y a plusieurs milliards d'années, voire il y a dix milliards d'années.
L'évaluation de la distance de cette galaxie a pu être affinée par la découverte de céphéides par des équipes de l'Agence spatiale européenne et du Space Telescope Science Institute à Baltimore : ces étoiles variables ont en effet une magnitude apparente qui varie périodiquement en fonction de leur magnitude absolue ; la valeur relative de ces deux magnitudes permet de déterminer la distance de l'étoile. Trois céphéides ont été étudiées par ces équipes, et leurs calculs ont été recoupés avec la magnitude apparente d'étoiles rouges âgées de plus d'un milliard d'années au sein de cette galaxie.